# Actinosoma
Actinosoma is een monotypisch geslacht van spinnen uit de  familie van de wielwebspinnen (Araneidae).

## Soort
- Actinosoma pentacanthum Walckenaer, 1842